# Dismas
Dismas je staré mužské křestní jméno řeckého původu. Pochází z řeckého slova Dysmás (Δυσμάς), které znamená západ slunce. Svátek slaví buďto dne 25. března, nebo 12. října.
Patrně nejznámějším nositelem tohoto jména je svatý Dismas, zločinec ukřižovaný po Ježíšově pravici, známý jako dobrý lotr.
V Česku již toto jméno neexistuje, ale matriční záznamy z 18. století (např. v Šardicích u Kyjova) dokazují, že jméno, byť raritně, používáno bylo.

## Počet nositelů
K roku 2014 žilo na světě přibližně 61 910 nositelů jména Dismas, z toho nejvíce v zemích střední a východní Afriky (např. Tanzanie nebo Burundi). Jméno se vyskytuje i v Indonésii a vzácně v zemích Severní Ameriky (Kanada, USA). V Evropě je jméno extrémně raritní, nejvíce nositelů (8) žije v Německu, dále ve Francii a Velké Británii.
Mezi další varianty jména Dismas patří Dimas (jeden nositel tohoto jména žije i v Česku), Dysmas a Dyzma či Dyzmas (polské varianty). V Česku (konkrétně v SOORP Olomouc) existují též příjmení Dysmas (3 nositelé) a Dysmasová (6 nositelek).

## Významné osobnosti
- Dismas Becker – americký politik
- Dyzma Bończa-Tomaszewski – polský básník, spisovatel a dramatik
- Dismas Clark – americký jezuitský kněz
- Dyzma Galaj – polský sociolog a politik
- Dismas Hataš – český houslista a hudební skladatel
- Dysmas de Lassus – francouzský katolický mnich
- Dismas Nsengiyaremye – rwandský předseda vlády
- Dismas Šlambor – český iluzionista a průkopník kinematografie
- Dismas Yeko – ugandský běžec
- Jan Dismas Zelenka – český hudební skladatel